# ミッション:アルティメット
『ミッション：アルティメット』（露: НЕПОБЕДИМЫЙ; 英: MAN OF THE EAST）は、2008年に公開されたロシア映画である。“トランスポーター”としての任務に挑む敏腕諜報部員が巨大な国家の陰謀に巻き込まれる姿を描いた本格派ハード・スパイアクション。オレグ・ポゴディン監督・脚本。

## ストーリー
数ヶ国語を巧みに操り、実力は折り紙付きの諜報部員クレミュノフ。彼は数人のメンバーとともに、ある事件の重要容疑者として手配中の亡命者シェーリングの身柄確保と連行の任務を与えられる。だが身柄確保を直前に、チームは武装集団の襲撃に遭う。一人生き残ったクレミュノフは間一髪でシェーリングを確保するのだが。次々と起こる襲撃、逃亡、そして謎の女の出現。

## キャスト
- クレムニョーフ - ヴラジーミル・エピファンツェフ
- シェーリング - セルゲイ・アスタホフ
- ナジェージダ - オリガ・ファディーヴァ
- リャミン将軍 - ヴラジーミル・スチェクロフ
- ロコトフ将軍 - ユーリィ・ソローミン